# Thorwald Proll
Thorwald Proll (n. 21 iulie 1941, Kassel, Republica Federală Germania) este un fost terorist vest-german, membru al organizației teroriste de stânga Rote Armee Fraktion.
Împreună cu Andreas Baader, Horst Söhnlein și Gudrun Ensslin a incendiat două magazine universale din Frankfurt am Main în aprilie 1968, act pentru care a fost pedepsit cu închisoare la 3 ani.
Este fratele fostei teroriste Astrid Proll.
Din 1978 locuiește la Hamburg ca scriitor.